# Bridget Moynahan
Bridget Moynahan, rodným jménem Kathryn Bridget Moynahan (* 28. dubna 1971) je americká herečka a modelka. Po ukončení studií se v devadesátých letech začala věnovat modelingu. Svou první roli dostala v seriálu Sex ve městě, kde hrála manželku Pana Velkého Natashu. Roku 2004 hrála postavu doktorky Susan Calvinové ve filmu Já, robot. Později hrála v řadě dalších filmů.

## Filmografie
- Chytrá holka (2000)
- Divoké kočky (2000)
- Lásce na stopě (2001)
- Nejhorší obavy (2002)
- Test (2003)
- Já, robot (2004)
- Obchodník se smrtí (2005)
- Ta záležitost s Gray (2006)
- Neznámý (2006)
- Kořist (2007)
- Ramona (2010)
- Světová invaze (2011)